# Asher Roth
Asher Roth (11. august 1985) er amerikansk rapper, der udgav sangen i love college i 2008.